# Acriopsis
Acriopsis é um género botânico pertencente à família das orquídeas (Orchidaceae).
As espécies do gênero são encontradas na Ásia tropical e  ilhas do sudeste (Nova Guiné, Java, Bornéu, e Sumatra).

## Espécies
O gênero Acriopsis possui 9 espécies reconhecidas atualmente.
- Acriopsis carrii Holttum
- Acriopsis densiflora Lindl.
- Acriopsis emarginata D.L.Jones & M.A.Clem.
- Acriopsis gracilis Minderh. & de Vogel
- Acriopsis indica C.Wright
- Acriopsis inopinata Phoon & P.O'Byrne
- Acriopsis latifolia Rolfe
- Acriopsis liliifolia (J.Koenig) Seidenf.
- Acriopsis ridleyi Hook.f.